# Лашын (противодиверсионный катер)
«Лашы́н» (каз. Лашын) — казахстанский противодиверсионный катер, названный в честь хищной птицы (гриф/сапсан). Первый катер данного класса в составе ВМС Казахстана. Бортовой номер — 101.

## Характеристики
Катер построен на казахстанском заводе «Зенит» (входит в структуру национальной компании Kazakhstan Engineering) в городе Уральске. Спецсудно предназначено для борьбы с противодиверсионными силами, а также для защиты портов, причалов и нефтяных платформ, обнаружение, классификацию и определение параметров движения боевых пловцов и средств их доставки, транспортировку спецподразделения в район возможного их проявления. Спуск катера на воду состоялся 12 июня 2016 года. Церемония поднятия военно-морского флага 17 августа 2017 года.
Катер оснащён гидроакустической станцией, предназначенной для выявления и подавления активности противника в подводной среде на расстоянии до 500 метров.

## Командиры катера
- старшина 3-го класса Арман Абильев[5]